# Hyoscyamin
Hyoscyamin ist ein Naturstoff und zugleich ein biologisch aktives Tropan-Alkaloid.

## Vorkommen

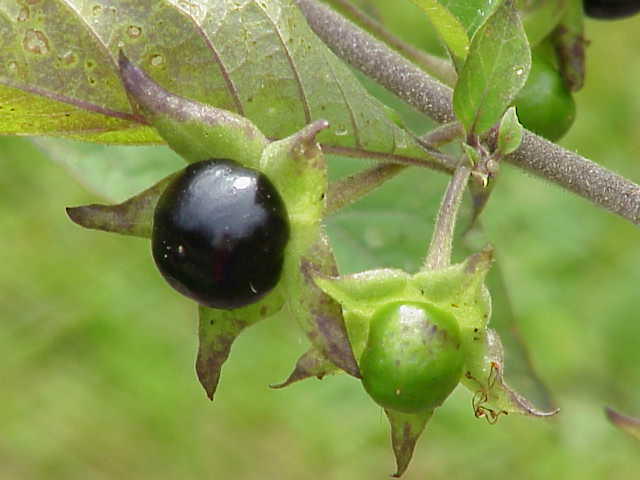
Die Schwarze Tollkirsche (Atropa belladonna) enthält (S)-(−)-Hyoscyamin.

Das biologisch aktive (S)-Hyoscyamin ist unter anderem in Nachtschattengewächsen häufig vorhanden, beispielsweise im Stechapfel, in der Alraune, in der Engelstrompete, in der Tollkirsche und im Bilsenkraut. Als Entdecker gilt der Heidelberger Pharmazeut Philipp Lorenz Geiger.
Das bei der Isolierung des Naturstoffs entstehende Racemat aus den Isomeren (R)- und (S)-Hyoscyamin wird Atropin genannt.

## Wirkung und Verwendung
Diese giftige Substanz antagonisiert als Anticholinergikum die Wirkung des körpereigenen Neurotransmitters Acetylcholin, indem es Acetylcholinrezeptoren blockiert.
Das racemische Gemisch  (RS)-Hyoscyamin (Atropin) wird therapeutisch als Parasympatholytikum, Spasmolytikum und Mydriatikum, aber auch als Antidot bei Vergiftungen mit Insektiziden und Pestiziden verwendet. Vor Einführung der modernen Psychopharmaka wurde Hyoscyamin in der Psychiatrie zur Behandlung von Erregungszuständen eingesetzt.

## Analytik
Die zuverlässige qualitative und quantitative Bestimmung des Hyoscyamins kann nach hinreichender Probenvorbereitung durch Kopplung der HPLC mit der Massenspektrometrie erfolgen.